# 斯特罗波
斯特罗波（義大利語：Stroppo），是意大利库内奥省的一个市镇。总面积28平方公里，人口112人，人口密度4.0人/平方公里（2009年）。ISTAT代码为004224。